# La partida de ajedrez
La partida de ajedrez es una pequeña pintura al óleo sobre tabla del pintor renacentista holandés Lucas van Leyden, que para entonces tenía catorce años. La obra representa una partida de ajedrez, en una variante originada en Alemania en el siglo XIII popular allí y en los Países Bajos hasta principios del siglo XVI, entre una dama y un oponente, rodeados por varios observadores, entre los cuales otra dama con una toca blanca. Por entonces, esta variante del ajedrez, el kurierspiel, servía como una metáfora del cortejo amoroso. El cuadro se considera una de las primeras muestras de la pintura de género holandesa.
La joven sentada a la derecha juega con las negras asesorada por un hombre, probablemente su padre. Frente a ella, su anciano potencial pretendiente juega con las figuras blancas, entrecerrando los ojos mientras se echa hacia atrás. Un análisis moderno de la posición de las piezas llegó a la conclusión de que las negras están ganando, especialmente por que la joven está a punto de dar jaque a su oponente con una torre.
El cuadro ha sido reproducido con bastante frecuencia en obras sobre la historia del ajedrez y se encuentra actualmente en la Gemäldegalerie de Berlín.